# 布萊克克里克 (北卡羅來納州)
布萊克克里克（英語：Black Creek）是一個位於美國北卡羅萊納州威爾遜縣的城鎮。

## 人口
根據2020年美國人口普查的數據，布萊克克里克的面積為1.84平方千米，皆為陸地。當地共有人口692人，而人口密度為每平方千米376人。